# Прогресо Лејкс (Тексас)
Прогресо Лејкс (енгл. Progreso Lakes) град је у америчкој савезној држави Тексас. По попису становништва из 2010. у њему је живело 240 становника.

## Демографија
Према попису становништва из 2010. у граду је живело 240 становника, што је 6 (2,6%) становника више него 2000. године.
| Група             | 2000.       | 2010.       |
| Белци             | 140 (59,8%) | 85 (35,4%)  |
| Афроамериканци    | 0 (0,0%)    | 2 (0,8%)    |
| Азијати           | 1 (0,4%)    | 0 (0,0%)    |
| Хиспаноамериканци | 93 (39,7%)  | 153 (63,8%) |
| Укупно            | 234         | 240         |